# Neoplynes
Neoplynes é um gênero de traça pertencente à família Arctiidae.